# Ablabesmyia pectinata
Ablabesmyia pectinata är en tvåvingeart som först beskrevs av Botnariuc 1953.  Ablabesmyia pectinata ingår i släktet Ablabesmyia och familjen fjädermyggor.
Artens utbredningsområde är Bulgarien. Inga underarter finns listade i Catalogue of Life.